# لين دي سيلفا
لين دي سيلفا هو فيلسوف سريلانكي، ولد في 16 يونيو 1919 في كولمبو في سريلانكا، وتوفي بنفس المكان في 22 مايو 1982.